# Bile, Peremîșleanî
Bile (în ucraineană Біле) este localitatea de reședință a comunei Bile din raionul Peremîșleanî, regiunea Liov, Ucraina.

## Demografie
Componența lingvistică a localității Bile
     Ucraineană (99,69%)
     Alte limbi (0,31%)
Conform recensământului din 2001, majoritatea populației localității Bile era vorbitoare de ucraineană (99,69%), existând în minoritate și vorbitori de alte limbi.